# Amiota bifurcata
Amiota bifurcata este o specie de muște din genul Amiota, familia Drosophilidae, descrisă de Chen în anul 2004. Conform Catalogue of Life specia Amiota bifurcata nu are subspecii cunoscute.